# Технічне редагування
Технічне редагування – це процес, що втілює в матеріалі художній і графічний задум видання.

## Етапи технічного редагування

### Унормування технічних параметрів складання і верстки
Формат макету повинен відповідати виду видання та вимогам поліграфії. Наприклад, макет журналу повинен бути у форматі PDF і мати випуск за обріз 5 мм. Завдання технічного редактора – проконтролювати, формат макету та його відповідність вимогам видавництва.
Ілюстрації у виданні повинні мати кольорову схему CMYK та роздільність 300 dpi. Завдання технічного редактора – унормувати всі ілюстрації видання.

### Контроль шрифтової палітри
Видання не повинно бути перевантажене шрифтовими гарнітурами. Рекомендується використовувати не більше трьох гарнітур. Також шрифти повинні підходити за стилістикою. Завдання технічного редактора проконтролювати підбір шрифтової палітри.
Крім того, не кожен шрифт можна якісно видрукувати. Зокрема формат шрифтів, які придатні для друку –ttf (True Tipe). Завдання технічного редактора – проконтролювати, щоб всі шрифти, які використані в макеті мали такий формат.
Необхідно також слідкувати за кеглем шрифтів. Заголовки, підзаголовки, основний текст повинні скрізь мати сталу величину. Завдання технічного редактора уніфікувати розмір шрифту, якщо існують відхилення.

### Контроль за відступами
У виданні величина відступів повинна бути сталою. Завдання технічного редактора прослідкувати, щоб відступи були уніфіковані.

### Контроль за форматуванням тексту
Текст видання повинен бути розміщений так, щоб читачу було максимально зручно користуватись виданням. Помилки в розміщенні тесту ускладнюють читання. 
У тексті можуть бути висячі рядки, тобто весь абзац розміщено на одній сторінці, і лише одна стрічка тексту – на іншій. Завдання технічного редактора – усунути цю проблему шляхом зміни інтерліньяжу видання та відступів.
Текст може містити забагато перенесень. Рекомендується – не більш як три перенесення поспіль. Завдання технічного редактора – проконтролювати й усунути цю проблему.